# 芭蕉撞擊坑
芭蕉撞擊坑（英語：Basho）是一個位於水星上的撞擊坑。該撞擊坑直徑只有約80公里，但它明亮的射紋系統使它成為水星上容易被識別的地理特徵一。除了它大範圍射紋系統以外，水手10號還拍攝到它有不規則形狀分布的暗色物質環。
該撞擊坑以日本詩人松尾芭蕉命名。

## 外部連結
- USGS介紹